# Hemiboea subacaulis
Hemiboea subacaulis är en tvåhjärtbladig växtart som beskrevs av Hand.-mazz.. Hemiboea subacaulis ingår i släktet Hemiboea och familjen Gesneriaceae.

## Underarter
Arten delas in i följande underarter:
- H. s. jiangxiensis
- H. s. subacaulis